# Pubblicazioni di Ric Roland
La pagina contiene tutte le pubblicazioni dei fumetti di Ric Roland.

## Ric Hochet
| Numero tomo | Titolo originale                                                        | Titolo italiano                                         | Pubblicazione a puntate Belgio | Edizione in albo belga     | Pubblicazioni italiane |
| --- | ----------------------------------------------------------------------- | ------------------------------------------------------- | --- | -------------------------- | --- |
| 1 | Traquenard au Havre                                                     | Trappola a Le Havre o Trappola per Ric Roland           | Tintin n. 6/20, 1961 e da n. 42/61 a n. 4/62, Le Lombard | settembre 1963, Le Lombard | - Classici Audacia n. 33, 1966, Mondadori - Ric Roland n. 7, 2014, Gazzetta dello Sport |
| L'albo n. 1 contiene 2 storie: 1. Signé Caméléon (Firmato Camaleonte) - 2. Traquenard au Havre (Trappola a Le Havre o Trappola per Ric Roland) |                                                                         |                                                         | |                            | |
| 2 | Mystère à Porquerolles (Mystère à Porquerolles, Le signe de Ric Hochet) | Caccia al reporter                                      | Tintin da n. 21/62 a 35/62 e da n. 51/62 a 13/63, Le Lombard | settembre 1964, Le Lombard | - Classici Audacia n. 30, 1966, Mondadori - Ric Roland n. 10, 2014, Gazzetta dello Sport |
| 3 | Défi à Ric Hochet                                                       | Sfida a Ric Roland                                      | Tintin da n. 41/63 a 17/64, Le Lombard | settembre 1965, Le Lombard | - Classici Audacia n. 27, 1966, Mondadori - Ric Roland n. 13, 2014, Gazzetta dello Sport |
| 4 | L'Ombre de Caméléon                                                     | L'ombra del Camaleonte                                  | Tintin da n. 32/64 a 9/65, Le Lombard | settembre 1966, Le Lombard | - Classici Audacia n. 36, 1966, Mondadori - Ric Roland n. 16, 2014, Gazzetta dello Sport |
| 5 | Piège pour Ric Hochet                                                   | L'auto pirata                                           | Tintin da n. 29/65 a 6/66, Le Lombard | settembre 1967, Le Lombard | - Classici Audacia n. 41, 1967, Mondadori - Ric Roland n. 19, 2014, Gazzetta dello Sport |
| 6 | Rapt sur le France                                                      | Ratto sul transatlantico o Sequestro sul transatlantico | Tintin n. 26/43, 1966, Le Lombard | marzo 1968, Le Lombard     | - Classici Audacia n. 48, 1967, Mondadori - Ric Roland n. 22, 2014, Gazzetta dello Sport |
| 7 | Suspense à la télévision                                                | Suspense alla T.V. o Suspense alla televisione          | Tintin n. 9/29, 1967, Le Lombard | settembre 1968, Le Lombard | - Classici Audacia n. 58, 1967, Mondadori - Ric Roland n. 25, 2014, Gazzetta dello Sport |
| 8 | Face au Serpent                                                         | Ric Roland contro il serpente                           | Tintin da n. 34/67 a 2/68, Le Lombard | marzo 1969, Le Lombard     | - Corriere dei Piccoli n. 31, 1968, Rizzoli - Ric Roland n. 25, 2014, Gazzetta dello Sport |
| 9 | Alias Ric Hochet                                                        | L'altro Ric Roland                                      | Tintin n. 7/28, 1968, Le Lombard | settembre 1969, Le Lombard | - Corriere dei Piccoli n. 31, 1969, Rizzoli - Ric Roland n. 26, 2014, Gazzetta dello Sport |
| 10 | Les Cinq Revenants                                                      | I cinque fantasmi o Le cinque ombre                     | Tintin n. 33/53, 1968, Le Lombard | marzo 1970, Le Lombard     | - Gli Albi dell'Ardimento II° anno n. 10, 1970, Crespi - Ric Roland n. 27, 2014, Gazzetta dello Sport |
| 11 | Cauchemar pour Ric Hochet                                               | Caccia alla spia o Incubo per Ric Roland                | Tintin da n. 7/69 a 26/69, Le Lombard | settembre 1970, Le Lombard | - Gli Albi dell'Ardimento II° anno n. 3 1970, Crespi - Ric Roland n. 5, 2014, Gazzetta dello Sport |
| 12 | Les Spectres de la nuit                                                 | Gli spettri della notte                                 | Tintin n. 30/49, 1969, Le Lombard | marzo 1971, Le Lombard     | - Gli Albi dell'Ardimento II° anno n. 7 1970, Crespi - Ric Roland n. 6, 2014, Gazzetta dello Sport |
| 13 | Les Compagnons du diable                                                | La setta dei diavoli o La Compagnia del Diavolo         | Tintin n. 2/23, 1970, Le Lombard | settembre 1971, Le Lombard | - Gli Albi dell'Ardimento III° anno n. 2 1971, Crespi - Ric Roland n. 28, 2014, Gazzetta dello Sport |
| 14 | Ric Hochet contre le Bourreau                                           | La trappola del «Boia» o Il tranello del Boia           | Tintin n. 31/51, 1970, Le Lombard | febbraio 1972, Le Lombard  | - Gli Albi dell'Ardimento III° anno n. 5 1971, Crespi - Ric Roland n. 17, 2014, Gazzetta dello Sport |
| 15 | Le Monstre de Noireville                                                | Il mistero di Noireville o Il mostro di Noireville      | Tintin n. 31/45, 1971, Le Lombard | settembre 1972, Le Lombard | - Corriere dei Piccoli n. 44/52, 1971, Rizzoli - Ric Roland n. 29, 2014, Gazzetta dello Sport |
| 16 | Requiem pour une idole                                                  | Requiem per una star                                    | Tintin n. 16/34, 1972, Le Lombard | marzo 1973, Le Lombard     | - Ric Roland n. 1, 2014, Gazzetta dello Sport |
| 17 | Épitaphe pour Ric Hochet                                                | L'uomo senza passato                                    | Tintin da n. 49/72 a 7/73, Le Lombard | ottobre 1973, Dargaud      | - Corriere dei Ragazzi n. 45/51, 1973, Corriere della Sera - Ric Roland n. 2, 2014, Gazzetta dello Sport |
| 18 | Enquête dans le passé                                                   | Inchiesta nel tempo                                     | Tintin n. 19/29, 1973, Le Lombard | febbraio 1974, Le Lombard  | - Ric Roland n. 3, 2014, Gazzetta dello Sport |
| 19 | Les Signes de la peur                                                   | I segni della paura                                     | Tintin n. 37/49,1973, Le Lombard | ottobre 1974, Dargaud      | - Ric Roland n. 4, 2014, Gazzetta dello Sport |
| 20 | L'Homme qui portait malheur                                             | L’uomo che portava sfortuna                             | Tintin n. 21/32, 1974, Le Lombard | aprile 1975, Dargaud       | - Ric Roland n. 8, 2014, Gazzetta dello Sport |
| 21 | Le Trio maléfique                                                       | inedito in albo                                         | - Storia 1. Tintin Sélection n. 22, 1973, Le Lombard - Storia 2. Tintin Sélection n. 23, 1974, Le Lombard - Storia 3. Tintin Sélection n. 24, 1974, Le Lombard | settembre 1975, Le Lombard | - Storia 1. Zack Avventura, 1974, Koralle Verlag - Storia 1. Storia 2. Storia 3. Ric Roland n. 20 - 21 - 23, 2014, Gazzetta dello Sport |
| L'albo n. 21 contiene 3 storie: 1. Le trio maléfique (Il trio malefico) - 2. Ici n° 2 (Sono il numero 2) - 3. Le 3e complice (Il terzo complice) |                                                                         |                                                         | |                            | |
| 22 | Alerte ! Extra-terrestres!                                              | Attenzione! Extraterrestri!                             | Tintin da n. 46/74 a 3/75, Le Lombard | gennaio 1976, Le Lombard   | - Ric Roland n. 9, 2014, Gazzetta dello Sport |
| 23 | La Ligne de Mort                                                        | La linea della morte                                    | Tintin n. 19/31, 1975, Le Lombard | agosto 1976, Le Lombard    | - Ric Roland n. 11, 2014, Gazzetta dello Sport |
| 24 | La Piste rouge                                                          | La pista rossa                                          | Tintin da n. 51/75 a 13/76, Le Lombard | febbraio 1977, Le Lombard  | - Ric Roland n. 12, 2014, Gazzetta dello Sport |
| 25 | Coups de griffes chez Bouglione                                         | Colpi d'artiglio                                        | Tintin n. 20/31, 1976, Le Lombard | settembre 1977, Le Lombard | - Ric Roland n. 14,2014, Gazzetta dello Sport |
| 26 | L'Ennemi à travers les siècles                                          | Il nemico immortale                                     | Tintin n. 2/13, 1977, Le Lombard | febbraio 1978, Le Lombard  | - Ric Roland n. 15, 2014, Gazzetta dello Sport |
| 27 | L'Épée sur la gorge                                                     | La spada alla gola                                      | Tintin n. 32/45, 1977, Le Lombard | agosto 1978, Le Lombard    | - Ric Roland n. 18, 2014, Gazzetta dello Sport |
| 28 | Hallali pour Ric Hochet                                                 | Avviso di morte                                         | Tintin n. 9/22, 1978, Le Lombard | gennaio 1979, Dargaud      | - Ric Roland n. 20, 2014, Gazzetta dello Sport |
| 29 | Opération 100 milliards                                                 | Operazione 100 miliardi                                 | Tintin n. 30/44, 1978, Le Lombard | gennaio 1979, Dargaud      | - Ric Roland n. 21, 2014, Gazzetta dello Sport |
| 30 | Le Fantôme de l'alchimiste                                              | Il fantasma dell'alchimista                             | Tintin n. 13/26, 1979, Le Lombard | febbraio 1980, Dargaud     | - Ric Roland n. 23, 2014, Gazzetta dello Sport |
| 31 (speciale) | K.O. en 9 rounds                                                        | inedito in albo                                         | - Storia 1. Tintin Sélection n. 5, 1970, Le Lombard - Storia 2. Tintin Sélection n. 7, 1970, Le Lombard - Storia 3. Tintin Sélection n. 9, 1970, Le Lombard - Storia 4. Tintin Sélection n. 12, 1971, Le Lombard - Storia 5. Tintin Sélection n. 19, 1973, Le Lombard - Storia 6. Tintin Sélection n. 20, 1973, Le Lombard - Storia 7. Tintin Sélection n. 35, 1977, Le Lombard - Storia 8. Tintin Sélection n. 36, 1977, Le Lombard - Storia 9. Tintin Sélection n. 38, 1977, Le Lombard                                                                                | agosto 1980, Le Lombard    | - Storia 1. Corriere dei Piccoli n. 29, 1970, Rizzoli - Storia 1. Ric Roland n. 4, 2014, Gazzetta dello Sport - Storia 2. Gli Albi dell'Ardimento III° anno n. 4, 1971, Crespi - Storia 2. Ric Roland n. 6, 2014, Gazzetta dello Sport - Storia 3. Storia 4. Ric Roland n. 14, 2014, Gazzetta dello Sport - Storia 5. Storia 6. Ric Roland n. 15, 2014, Gazzetta dello Sport - Storia 7. Ric Roland n.17, 2014, Gazzetta dello Sport - Storia 8. Storia 9. Ric Roland n. 18, 2014, Gazzetta dello Sport                                                                 |
| L'albo n. 31 contiene 9 storie: 1. 1970: Coups de soleil (Un colpo di sole) - 2. 1970: Le village de la peur (Il villaggio della paura) - 3. 1970: L'assassin fantôme… (L'assassino fantasma) - 4. 1971: Silence...clinique! (Silenzio...clinico!) - 5. 1973: Comme une lettre à la poste… (Come una lettera alla posta) - 6. 1973: Péril en la demeure… (Pericolo in villa) - 7. 1977: Le traître malgré lui (Traditore suo malgrado) - 8. 1977: Qui a volé le "Tintin" en or? (Chi ha rubato il "Tintin" d'oro?) - 9. 1977: Les otages (Gli ostaggi) |                                                                         |                                                         | |                            | |
| 32 | Tribunal noir                                                           | Tribunale nero                                          | Tintin n. 4/16, 1980, Le Lombard | gennaio 1981, Le Lombard   | - Ric Roland n. 24, 2014, Gazzetta dello Sport |
| 33 | Le Scandale Ric Hochet                                                  | Lo scandalo Ric Roland                                  | Tintin n. 23/37, 1980, Le Lombard | settembre 1981, Le Lombard | - Ric Roland n. 26, 2014, Gazzetta dello Sport |
| 34 | La Nuit des vampires                                                    | La notte dei vampiri                                    | Tintin da n. 47/80 a 9/81, Le Lombard | gennaio 1982, Le Lombard   | - Ric Roland n. 27, 2014, Gazzetta dello Sport |
| 35 | La Mort noire                                                           | La morte nera                                           | Tintin n. 27/40, 1981, Le Lombard | settembre 1982, Le Lombard | - Messaggero dei Ragazzi n. 16/20, 1986, Messaggero di Sant'Antonio - Ric Roland n. 28, 2014, Gazzetta dello Sport |
| 36 | La Flèche de sang                                                       | La freccia di sangue o La freccia insanguinata          | Tintin n. 8/21, 1982, Le Lombard | giugno 1983, Le Lombard    | - Messaggero dei Ragazzi n. 19/23, 1983, Messaggero di Sant'Antonio - Ric Roland n. 29, 2014, Gazzetta dello Sport |
| 37 | Le Maléfice vaudou                                                      | Stegoneria vudù                                         | Tintin n. 31/39, 1982, Le Lombard | ottobre 1983, Le Lombard   | - Messaggero dei Ragazzi n. 19/23, 1993, Messaggero di Sant'Antonio - Ric Roland n. 30, 2014, Gazzetta dello Sport |
| 38 | Face au crime                                                           | inedito in albo                                         | - Storia 1. Tintin Super n. 1, 1978, Le Lombard - Storia 2. Tintin n. 52, 1969, Le Lombard - Storia 3. Tintin n. 27, 1970, Le Lombard - Storia 4. Tintin n. 17, 1971, Le Lombard - Storia 5. Tintin Super n. 3, 1978, Le Lombard | marzo 1984, Le Lombard     | - Storia 1. Ric Roland n. 8, 2014, Gazzetta dello Sport - Storia 2. Corriere dei Piccoli n. 26, 1970, Rizzoli - Storia 2. Ric Roland n. 9, 2014, Gazzetta dello Sport - Storia 3. Ric Roland n. 11, 2014, Gazzetta dello Sport - Storia 4. Corriere dei Piccoli n. 39, 1971, Rizzoli - Storia 4. Ric Roland n. 11, 2014, Gazzetta dello Sport - Storia 4. Exploit Comics n. 32 1984, Gaf - Storia 5. Ric Roland n. 12, 2014, Gazzetta dello Sport |
| L'albo n. 38 contiene 5 storie: 1. 1978: Face au crime (Di fronte al crimine) - 2. 1969: Voyage fantôme (Viaggio fantasma o Il tunnel degli orrori) - 3. 1970: Doublure pour Ric Hochet (Una controfigura per Ric Roland) - 4. 1971: Ric Hochet chasse le vautour (Ric Roland contro l'avvoltoio o Caccia all'avvoltoio) - 5. 1978: Record à battre (Record da battere) |                                                                         |                                                         | |                            | |
| 39 | Le Disparu de l'enfer                                                   | El desparecido o Scomparso all'inferno                  | Tintin n. 30/39, 1983, Le Lombard | ottobre 1984, Le Lombard   | - Messaggero dei Ragazzi n. 5/10, 1984, Messaggero di Sant'Antonio - Ric Roland n. 30, 2014, Gazzetta dello Sport |
| 40 | Le Double qui tue                                                       | Il doppio che uccide                                    | Tintin n. 6/16, 1984, Le Lombard | marzo 1985, Le Lombard     | - Ric Roland n. 31, 2015, Gazzetta dello Sport |
| 41 | La Maison de la vengeance                                               | La casa della vendetta                                  | Tintin n. 42/52, 1984, Le Lombard | ottobre 1985, Le Lombard   | - Messaggero dei Ragazzi n. 8/13, 1985, Messaggero di Sant'Antonio - Ric Roland n. 31, 2015, Gazzetta dello Sport |
| 42 | La Liste mortelle                                                       | La lista mortale                                        | Tintin n. 18/28,1985, Le Lombard | giugno 1986, Le Lombard    | - Messaggero dei Ragazzi n. 12/16, 1987, Messaggero di Sant'Antonio - Ric Roland n. 32, 2015, Gazzetta dello Sport |
| 43 | Les Messagers du trépas                                                 | I messaggeri della morte                                | Tintin n. 14/24,1986, Le Lombard | maggio 1987, Le Lombard    | - Messaggero dei Ragazzi n. 17/21, 1989, Messaggero di Sant'Antonio - Ric Roland n. 32, 2015, Gazzetta dello Sport |
| 44 | Ric Hochet contre Sherlock                                              | Ric Roland contro Sherlock                              | Tintin da n. 50/86 a 8/87, Le Lombard | novembre 1987, Le Lombard  | - Ric Roland n. 33, 2015, Gazzetta dello Sport |
| 45 | Le Triangle Attila                                                      | Il triangolo Attila                                     | Tintin n. 29/39, 1987, Le Lombard | giugno 1988, Le Lombard    | - Messaggero dei Ragazzi n. 4/8, 1991, Messaggero di Sant'Antonio - Ric Roland n. 33, 2015, Gazzetta dello Sport |
| 46 | Les Témoins de Satan                                                    | I testimoni di Satana                                   | Tintin n. 16/26, 1988, Le Lombard | gennaio 1989, Le Lombard   | - Messaggero dei Ragazzi n. 18/22, 1992, Messaggero di Sant'Antonio - Ric Roland n. 34, 2015, Gazzetta dello Sport |
| 47 | Les Jumeaux diaboliques                                                 | I gemelli diabolici                                     | Kuifjen. 2/12, 1989, Le Lombard | settembre 1989, Le Lombard | - Ric Roland n. 34, 2015, Gazzetta dello Sport |
| 48 | Le Secret d'Agatha                                                      | Il segreto di Agatha                                    | Tintin n. 1/11, 1989, Le Lombard | maggio 1990, Le Lombard    | - Ric Roland n. 35, 2015, Gazzetta dello Sport |
| 49 | L'Exécuteur des ténèbres                                                | L'esecutore delle tenebre                               | Tintin da n. 48/90 a 7/91, Le Lombard | aprile 1991, Le Lombard    | - Ric Roland n. 35, 2015, Gazzetta dello Sport |
| 50 | Le Crime de l'an 2000                                                   | Il crimine del 2000                                     | Tintin n. 22/30, 1991,Le Lombard | ottobre 1991, Le Lombard   | - Ric Roland n. 36, 2015, Gazzetta dello Sport |
| 51 | La Bête de l'apocalypse                                                 | La bestia dell'Apocalisse                               | Tintin n. 17/25, 1992, Le Lombard | settembre 1992, Le Lombard | - Ric Roland n. 36, 2015, Gazzetta dello Sport |
| 52 | Le Maître de l'illusion                                                 | Il maestro dell'illusione                               | Tintin da n. 51/92 a 7/93, Le Lombard | maggio 1993, Le Lombard    | - Ric Roland n. 37, 2015, Gazzetta dello Sport |
| 53 | Meurtre à l'Impro                                                       | Morte all'improvvisazione                               | - | marzo 1994, Le Lombard     | - Ric Roland n. 37, 2015, Gazzetta dello Sport |
| 54 | Le Masque de la terreur                                                 | La maschera del terrore                                 | - | novembre 1994, Le Lombard  | - Ric Roland n. 38, 2015, Gazzetta dello Sport |
| 55 | Qui a peur d'Hitchcock                                                  | Chi ha paura di Hitchcock?                              | - | ottobre 1995, Le Lombard   | - Ric Roland n. 38, 2015, Gazzetta dello Sport |
| 56 | Un million sans impôt                                                   | Un milione esentasse                                    | - | maggio 1996, Le Lombard    | - Ric Roland n. 39, 2015, Gazzetta dello Sport |
| 57 | L'Heure du kidnapping                                                   | Il ragazzo rapito                                       | - | ottobre 1996, Le Lombard   | - Ric Roland n. 39, 2015, Gazzetta dello Sport |
| 58 (speciale) | Premières Armes                                                         | inedito in albo                                         | - Storia 1. Tintin n. 13, 1955, Le Lombard - Storia 2. Tintin n. 5, 1956, Le Lombard - Storia 3. Tintin n. 18, 1959, Le Lombard - Storia 4. Tintin n. 34, 1959, Le Lombard - Storia 5. Tintin n. 4, 1960, Le Lombard - Storia 6. Tintin n. 39, 1966, Le Lombard - Storia 7. Tintin n. 43, 1985, Le Lombard - Storia 8. Tintin n. 47, 1980, Le Lombard - Storia 9. Tintin Sélection n. 1, 1968, Le Lombard - Storia 10. Tintin Sélection n. 2, 1969, Le Lombard - Storia 11. Tintin Sélection n. 3, 1969, Le Lombard - Storia 12. Tintin Sélection n. 4, 1969, Le Lombard | maggio 1997, Le Lombard    | - Storia 1. Storia 2. Storia 6. Ric Roland n. 1, 2014, Gazzetta dello Sport - Storia 3. Storia 4. Ric Roland n. 2, 2014, Gazzetta dello Sport - Storia 5. Storia 9. Ric Roland n. 3, 2014, Gazzetta dello Sport - Storia 7. Ric Roland n. 9, 2014, Gazzetta dello Sport - Storia 8. Ric Roland n. 6, 2014, Gazzetta dello Sport - Storia 9. Corriere dei Piccoli n. 24, 1969, Rizzoli - Storia 10. I Nuovi Eroi, 1969, Corriere della Sera - Storia 11. Ric Roland n. 4, 2014, Gazzetta dello Sport - Storia 10. Storia 12. Ric Roland n. 5, 2014, Gazzetta dello Sport |
| L'albo n. 58 contiene 12 storie: 1. 1955: Ric Hochet mène le jeu (Ric Roland entra in gioco) - 2. 1956: Le Mauvais œil (Il malocchio) - 3. 1959: Enquête chez les timbrés (Indagine filatelica) - 4. 1959: Ric Hochet contre «l’ombre» (Ric Roland contro "l'Ombra") - 5. 1960: L'énigme des photos express (L'enigma della foto ricordo) - 6. 1966: La première enquête de Ric Hochet (La prima inchiesta di Ric Roland) - 7. 1985: L'affaire de la case mystérieuse (Il caso della stanza chiusa) - 8. 1980: Le seul coupable (L'unico colpevole) - 9. 1968: Il est minuit, Docteur Jekyll! (È mezzanotte , Dottor Jekyll!) - 10. 1969: Ici le chauffard (L'automobilista pirata o Eccolo, il pirata) - 11. 1969: Écrit sur la vitre! (Scritto sul vetro) - 12. 1969: Détective-party (Detective Party) |                                                                         |                                                         | |                            | |
| 59 | La Main de la mort                                                      | La mano della morte                                     | - | gennaio 1998, Le Lombard   | - Ric Roland n. 40, 2015, Gazzetta dello Sport |
| 60 | Crime sur internet                                                      | Omicidio su internet                                    | - | settembre 1998, Le Lombard | - Ric Roland n. 40, 2015, Gazzetta dello Sport |
| 61 | Le Jeu de la potence                                                    | Il gioco dell'impiccato                                 | - | maggio 1999, Le Lombard    | - Ric Roland n. 41, 2015, Gazzetta dello Sport |
| 62 | B.D. meurtres                                                           | L'assassino della Bédé                                  | - | gennaio 2000, Le Lombard   | - Ric Roland n. 41, 2015, Gazzetta dello Sport |
| 63 | La Sorcière... mal aimée                                                | Morte da strega                                         | - | ottobre 2000, Le Lombard   | - Ric Roland n. 42, 2015, Gazzetta dello Sport |
| 64 | Le Contrat du siècle                                                    | Il contratto del secolo                                 | - | giugno 2001, Le Lombard    | - Ric Roland n. 42, 2015, Gazzetta dello Sport |
| 65 | Panique sur le web                                                      | Panico sul web                                          | - | febbraio 2002, Le Lombard  | - Ric Roland n. 43, 2015, Gazzetta dello Sport |
| 66 | Penthouse Story                                                         | Penthouse Story                                         | - | ottobre 2002, Le Lombard   | - Ric Roland n. 43, 2015, Gazzetta dello Sport |
| 67 | Le Nombre maudit                                                        | Il numero maledetto                                     | - | maggio 2003, Le Lombard    | - Ric Roland n. 44, 2015, Gazzetta dello Sport |
| 68 | Le Collectionneur de crime                                              | Il collezionista di omicidi                             | - | gennaio 2004, Le Lombard   | - Ric Roland n. 44, 2015, Gazzetta dello Sport |
| 69 | L'Homme de glace                                                        | L'uomo di ghiaccio                                      | - | settembre 2004, Le Lombard | - Ric Roland n. 45, 2015, Gazzetta dello Sport |
| 70 | Silence de mort                                                         | Silenzio di morte                                       | - | maggio 2005, Le Lombard    | - Ric Roland n. 45, 2015, Gazzetta dello Sport |
| 71 | La Dernière Impératrice                                                 | L'ultima imperatrice                                    | - | gennaio 2006, Le Lombard   | - Ric Roland n. 46, 2015, Gazzetta dello Sport |
| 72 | Le Trésor des Marolles                                                  | Il tesoro dei Marolles                                  | - | settembre 2006, Le Lombard | - Ric Roland n. 46, 2015, Gazzetta dello Sport |
| 73 | On tue au théâtre ce soir                                               | Omicidio a teatro questa sera                           | - | maggio 2007, Le Lombard    | - Ric Roland n. 47, 2015, Gazzetta dello Sport |
| 74 | Puzzle mortel                                                           | Puzzle mortale                                          | - | gennaio 2008, Le Lombard   | - Ric Roland n. 47, 2015, Gazzetta dello Sport |
| 75 | Code pour l'au-delà                                                     | Codice per l'aldilà                                     | - | settembre 2008, Le Lombard | - Ric Roland n. 48, 2015, Gazzetta dello Sport |
| 76 | Dernier Duel                                                            | Duello finale                                           | - | giugno 2009, Le Lombard    | - Ric Roland n. 48, 2015, Gazzetta dello Sport |
| 77 | « Ici, 77 ! »...                                                        | 77!                                                     | - | marzo 2010, Le Lombard     | - Ric Roland n. 49, 2015, Gazzetta dello Sport |
| 78 | À la poursuite du griffon d'or                                          | Alla ricerca del Grifone d'oro                          | - | settembre 2010, Le Lombard | - Ric Roland n. 49, 2015, Gazzetta dello Sport |

## Les Nouvelles Enquêtes
| Numero tomo | Titolo originale                 | Titolo italiano                      | Edizione in albo francese                                             | Edizione in albo italiano                                       |
| ----------- | -------------------------------- | ------------------------------------ | --------------------------------------------------------------------- | --------------------------------------------------------------- |
| 1           | R.I.P., Ric !                    | R.I.P., Ric !                        | Les Nouvelles Enquêtes de Ric Hochet 1, 29 maggio 2015, Le Lombard    | Le nuove inchieste di Ric Roland 1, 16 luglio 2015, Nona Arte   |
| 2           | Meurtres dans un jardin français | Omicidi in un giardino francese      | Les Nouvelles Enquêtes de Ric Hochet 2, 18 novembre 2016, Le Lombard  | Le nuove inchieste di Ric Roland 2, 9 febbraio 2017, Nona Arte  |
| 3           | Comment réussir un assassinat    | Come realizzare un omicidio perfetto | Les Nouvelles Enquêtes de Ric Hochet 3, 25 maggio 2018, Le Lombard    | Le nuove inchieste di Ric Roland 3, 5 luglio 2018, Nona Arte    |
| 4           | Tombé pour la France             | Caduto per la Francia                | Les Nouvelles Enquêtes de Ric Hochet 4, 10 gennaio 2020, Le Lombard   | Le nuove inchieste di Ric Roland 4, 27 febbraio 2020, Nona Arte |
| 5           | Commissaire Griot                | Commissario Griot                    | Les Nouvelles Enquêtes de Ric Hochet 5, 23 aprile 2021, Le Lombard    | inedito in Italia                                               |
| 6           | Le tercé de la mort              |                                      | Les Nouvelles Enquêtes de Ric Hochet 6, 20 settembre 2022, Le Lombard | inedito in Italia                                               |
| 7           | Crimes-sur-mer                   |                                      | prossimamente                                                         |                                                                 |